# Kari Wahlgren
Kari K. Wahlgren, född 13 juli 1977 i Hoisington i Kansas, är en amerikansk röstskådespelerska som har gjort röst till flera karaktärer inom datorspel samt som engelsk röst till japanska Anime-TV-serier.  

## Filmografi

### Filmer
- Aliens in the Attic – Razor (röst)
- Bolt – Mindy (röst)
- Dead Space: Aftermath  Rin
- Galerians: Rion – Lilia (röst)
- Tinker Bell and the Pixie Hollow Games – Ivy (röst)
- Tangled – Queen, Olika röster
- Tangled Ever After - Queen (Röst)
- Wizards of Waverly Place - Helen
- Virtuality – Jean (röst)

### Animerade TV-serier

#### Ej Anime
- American Dragon: Jake Long - Silver
- Archer - Anka
- Ben 10/Ben 10: Alien Force/Ben 10: Ultimate Alien - Charmcaster, Grey Matter Gwen, Toddler Hex, Rojo
- Blythe Loves The Littlest Pet Shop
- Fish Hooks - Shellsea, Snake
- Gravity Falls  - TBA
- The Grim Adventures of Billy and Mandy - Hariel/Kid #3, Velma Green the Spider Queen
- Hulk Vs Thor - Amora
- Legion of Super Heroes - Saturn Girl, Triplicate Girl/Duo Damsel, Infectious Lass, Shrinking Violet, Ayla Ranzz
- Kim Possible - Electronique
- Kick Buttowski: Suburban Daredevil - Honey Buttowski
- Kung Fu Panda: Legends of Awesomeness - Tigrinnan
- Lil' Bush - Lil' Hillary, Lil' Condi
- The Little Mermaid: Ariel's Beginning - Attina
- Maya & Miguel - Johnny, Mrs. Lopez
- Phineas and Ferb - Suzy Johnson
- Problem Solverz - Katrina Rad
- Random! Cartoons - Sparkles, Leprachaun, Evil Witch Mom
- Regular Show - Movie Actress
- Rick and Morty - Jessica, Rose m.fl.
- Scooby-Doo! Mystery Incorporated - Judy Reeves, Regina Wentworth
- Super Robot Monkey Team Hyperforce Go! - Nova
- Sym-Bionic Titan - Kimmy, Amber
- Tak and the Power of Juju - Jeera
- The Avengers: Earth's Mightiest Heroes - Enchantress, Jane Foster, Karnilla
- The Life & Times of Tim - Gladys
- The Penguins of Madagascar - Jillie, Woman in Apartment, TV Voice, Opossum #1, Smart Kid, Kitka the Peregrine Falcon
- The Secret Saturdays - Mother, Charles, Lily, Abbey Grey
- Winx Club - Vanessa (Nickelodeon Version)
- Wolverine and the X-Men - Emma Frost, Magma, Dr. Sybil Zane, Christy Nord
- Young Justice - Hawkwoman, Vicki Vale
- Zevo-3 - Ellie Martin/Elastika

#### Anime
- Blood+ - Saya Otonashi, Diva, Liza
- Cardcaptor Sakura Movie 2: The Sealed Card - Sakura Kinomoto
- Code Geass: Lelouch of the Rebellion R2 - Guinevere su Britannia, Ichijiku Hinata, Marianne vi Britannia
- Digimon Data Squad - Relena Norstein
- The Disappearance of Haruhi Suzumiya - Tsuruya, Kyon's Sister
- Durarara!! - Durarara, Celty Sturluson
- Eureka Seven - Anemone
- FLCL - Haruko Haruhara
- Hellsing Ultimate - Rip van Winkle
- Immortal Grand Prix - Michiru Satomi, Luca
- Last Exile - Lavie Head
- Le Portrait de Petit Cossette - Yuu Saiga
- Lucky Star - Kagami Hiiragi
- Mars Daybreak - Rosetta
- The Melancholy of Haruhi Suzumiya - Tsuruya, Kyon's Sister, Mai Zaizen
- Naruto - Mikoto Uchiha, Tayuya, Young Kimimaro, Hana Inuzuka, Ranmaru
- Naruto the Movie: Ninja Clash in the Land of Snow - Koyuki Kazahana/Yukie Fujikaze
- Naruto the Movie 2: Legend of the Stone of Gelel - Fugai
- Naruto Shippuden - Young Sasori, Pain, Hana Inuzuka, Mikoto Uchiha
- Rave Master - Remi
- Robotech: The Shadow Chronicles - Ariel
- Samurai Champloo - Fuu Kasumi
- Scrapped Princess - Pacifica Casull
- Steamboy - Scarlett O'Hara St. Jones
- Stitch! - Mrs. Kawasaki
- Strait Jacket - Rachel Hammond
- Tenchi Muyo! OVA 3 - Noike Kamiki Jurai, Airi Masaki, Misaki Jurai, Mitoto Kuramitsu, Minaho Masaki
- Witch Hunter Robin - Robin Sena
- Wolf's Rain - Cher Degre
- Zatch Bell! - Olika röster
- Yukikaze - Captain Edith Foss

##### Krediterad som Kay Jensen
- Ai Yori Aoshi och Ai Yori Aoshi Enishi - Chika Minazuki
- Angel Tales - Momo the Monkey
- Chobits - Yumi, Kotoko
- Figure 17 - Tsubasa Shiina
- Gatekeepers 21 - Miu Manazuru
- Gungrave - Mika Asagi
- Heat Guy J - Kyoko Milchan; Princess
- Marmalade Boy - Anju Kitahara
- Someday's Dreamers - Yume Kikuchi

##### Krediterad som Jennifer Jean
- Gad Guard - Arashi Shinozuka
- Immortal Grand Prix - Liz Ricarro, Luca
- Mobile Suit Gundam F91 - Annamarie Bourget

##### Krediterad som Tara Hudson
- Koi Kaze - Futaba
- Paranoia Agent - Taeko Hirukawa
- Rumiko Takahashi Anthology - Yukie Asakawa

##### Krediterad under andra namn
- Lunar Legend Tsukihime - Kohaku (som Lean Allen)
- Please Twins! (Onegai Twins) - Miina Miyafuji (som Jan Irving)
- Tenchi Muyo! GXP - Airi Masaki, Sasami Masaki Jurai, Karen, Yoshiko Yamada, Mitoto Kuramitsu, Minaho Masaki, Mrs. Kaunaq, Mashisu Kuramitsu (som Renee Emerson)
- Overman King Gainer - Cynthia Lane (som Tara Malone)

### Datorspelsroller
- .hack//G.U. vol. 1//Rebirth - Shino, Kaede
- .hack//G.U. vol. 2//Reminisce - Shino, Kaede
- .hack//G.U. vol. 3//Redemption - Shino, Kaede
- Ace Combat: Assault Horizon - Major Janice Rehl
- Afro Samurai - Young Afro Samurai, Beautiful Assassin (som Khari Wahlgren)
- Ar tonelico: Melody of Elemia - Aurica Nestmile
- Armored Core 4 - Fiona Jarnefeldt
- Asura's Wrath - Mithra
- ATV Offroad Fury 4 - Voice over and Motion Capture talent
- Batman: Arkham City - Vicki Vale, League of Assassins Member
- Ben 10 Alien Force: Vilgax Attacks - Charmcaster
- Bioshock 2 - Barbara Johnson
- Brütal Legend - Dominatrices
- Buffy the Vampire Slayer: Chaos Bleeds - Willow Rosenberg
- Dead Head Fred - Additional Voices
- Dead or Alive: Dimensions - Kasumi, Kasumi Alpha, Ayame
- Dead or Alive Paradise - Kasumi, Niki
- Dead or Alive Xtreme 2 - Kasumi, Nikki
- Death by Degrees - Lana Lei
- Devil May Cry 3: Dante's Awakening - Lady (Mary)
- Devil May Cry 4 - Lady (Mary)
- Dirge of Cerberus - Final Fantasy VII - Shelke Rui
- Dragon Age: Origins - Olika röster
- Drakengard - Furiae
- Dynasty Warriors 7 - Bao Sanniang
- Elder Scrolls V: Skyrim - Vex
- Emergency Heroes - Kelly Okada
- Fallout 4 - Proctor Ingram
- Fatal Frame II: Crimson Butterfly - Mio Amakura
- Final Fantasy XII - Princess
- Final Fantasy XIII - Cocoon Inhabitants
- Final Fantasy XIV - Olika röster
- Final Fantasy Tactics: The War of the Lions - Princess Ovelia Atkascha
- From Russia with Love - Tatiana Romanova
- Grandia III - Hect
- Growlanser: Heritage of War - Fanille, Sherris
- Guild Wars Nightfall - Tahlkora, Olika röster
- Guild Wars: Eye of the North - Gwen, Olika röster
- Guild Wars 2 - Caithe
- Haunted Apiary - Janissary James
- Jeanne d'Arc - Jeanne d'Arc
- Justice League Heroes - Zatanna
- Kid Icarus: Uprising - Dark Lord Gaol, Phosphora
- Lost Planet 2 - Olika röster
- Lupin the 3rd: Treasure of the Sorcerer King - Teresa Faust (som Kay Jenson)
- Marvel vs. Capcom 3: Fate of Two Worlds - Jill Valentine
- Metal Gear Acid - Teliko Friedman
- Metal Gear Solid 4: Guns of the Patriots - Enemy Soldiers
- Metal Gear Solid: Portable Ops - Teliko Friedman
- Ninja Gaiden II - Sonia
- Ninja Gaiden Sigma 2 - Sonia
- No More Heroes - Jeane
- Prince of Persia - Elika (som Khari Wahlgren)
- Project Sylpheed - Ellen Bernstein
- Prototype - Elizabeth Greene
- Ratchet & Clank Future: A Crack In Time - Carina
- Red Faction: Guerrilla - Samanya
- Resident Evil: The Darkside Chronicles - Additional voices
- Resistance 3 - Susan Capelli, Cindy
- Resonance of Fate - Cochet
- Rogue Galaxy - Lilika
- The Saboteur - Skylar St. Claire
- Samurai Champloo: Sidetracked - Fuu Kasumi (som Kay Jensen)
- Skylanders: Spyro's Adventure - Olika röster
- Soulcalibur III - Setsuka
- Soulcalibur III: Arcade Edition - Setsuka
- Shadow Hearts: Covenant  - Karin Koenig (som Jennifer Jean)
- Singularity - Kathryn Norvikova (som Karu Wahlgren)
- Spider-Man 3  - Mary Jane Watson
- Spider-Man: Edge of Time - Olika röster
- Star Ocean: Till the End of Time  - Mirage Koas
- Star Wars Episode III: Revenge of the Sith - Serra Keto
- Star Wars: The Force Unleashed - Aayla Secura, Darth Phobos
- Star Wars: The Old Republic - Female Jedi Knight
- Star Wars: Empire at War: Forces of Corruption - Silri
- Tales of Legendia - Melanie
- Tales of Symphonia - Raine Sage (som Kari Whalgren)
- Tokobot Plus: Mysteries of the Karakuri - Ruby, Arias
- Transformers: The Game - Olika röster
- Transformers: War for Cybertron - Arcee
- Tron: Evolution - Radia
- Ultimate Marvel vs. Capcom 3 - Jill Valentine
- Valkyria Chronicles - Irene Ellet, Dorothy Howard
- Vanquish - Elena Ivanova
- White Knight Chronicles - Princess Cisna (som Kari Whalgren)
- White Knight Chronicles II - Princess Cisna
- X-Men: Destiny - Emma Frost
- Xenosaga Episode I: Der Wille zur Macht  - Febronia, Pellegri
- Xenosaga Episode II: Jenseits von Gut und Böse - 100-Series Realian, Febronia, Pellegri
- Xenosaga Episode III: Also sprach Zarathustra - Febronia, Pellegri, 100-Series Realian
- Yakuza - Olika röster